# هيلين كارتر
هيلين كارتر (بالإنجليزية: Helen Carter)‏ هي مغنية وكاتبة غنائية أمريكية، ولدت في 19 سبتمبر 1927 في فرجينيا في الولايات المتحدة، وتوفيت في 2 يونيو 1998.

## وصلات خارجية
- هيلين كارتر على موقع IMDb (الإنجليزية)
- هيلين كارتر على موقع ميوزك برينز (الإنجليزية)
- هيلين كارتر على موقع ديسكوغز (الإنجليزية)